# Trinitit
Trinitit, også kendt som Atomit, er en betegnelse for det glasagtige mineral, der opstår efter en detonation af et kernevåben nær jordoverfladen. Trinitit opstår når varmen fra en prøvesprængning af et kernevåben smelter sten og mineraler til en glasagtig substans. Glasset består hovedsageligt af jordskorpens mest almindeligt forekommende mineraler som Siliciumdioxid og Feldspat. Trinitit er som regel grønligt, men kan forekomme i andre farver (alt efter mineralsammensætningen), og er middel radioaktivt. Trinitite har fået sit navn efter trinitytesten, verdens første prøvesprængning, efter hvilken det første gang blev observeret.
I slutningen af 1940'erne og begyndelsen af 1950'erne, blev mindre prøver af trinitit solgt til stensamlere, men i 1952 blev trinity-teststedet gravet op og den tilbageværende trinitit blev fjernet. Alligevel kan man i dag finde spor af trinitit ved teststedet, det er dog ulovligt at fjerne det fra området.